# ردان (جورجیا)
ردان (به انگلیسی: Redan) یک منطقهٔ مسکونی در ایالات متحده آمریکا است که در شهرستان دیکلب، جورجیا واقع شده‌است. ردان ۲۴٫۸ کیلومتر مربع مساحت و ۳۳٬۰۱۵ نفر جمعیت دارد و ۲۹۹ متر بالاتر از سطح دریا واقع شده‌است.